# My Heart Sings
My Heart Sings è un album in studio del cantante statunitense Tony Bennett, pubblicato nel 1961.

## Tracce
1. Don't Worry 'bout Me
2. Dancing in the Dark
3. I'm Comin' Virginia
4. (All of a Sudden) My Heart Sings
5. It Never Was You
6. You Took Advantage of Me
7. Close Your Eyes
8. Stella by Starlight
9. More Than You Know
10. My Ship
11. Lover Man
12. Toot, Toot, Tootsie! (Goodbye)